# Difunta Correa

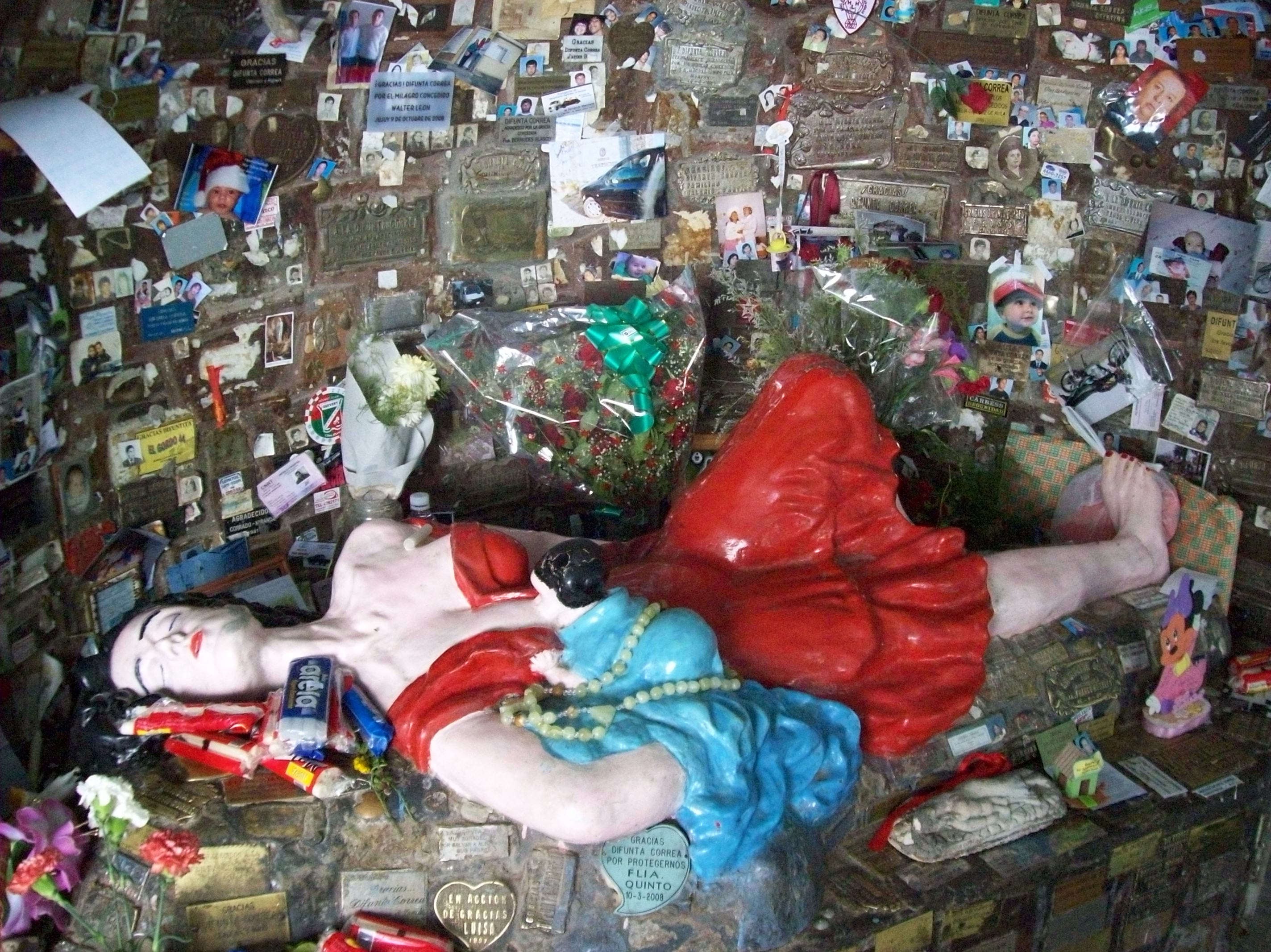
Estatua de la Difunta Correa, ubicada en el santuario en la provincia de San Juan.

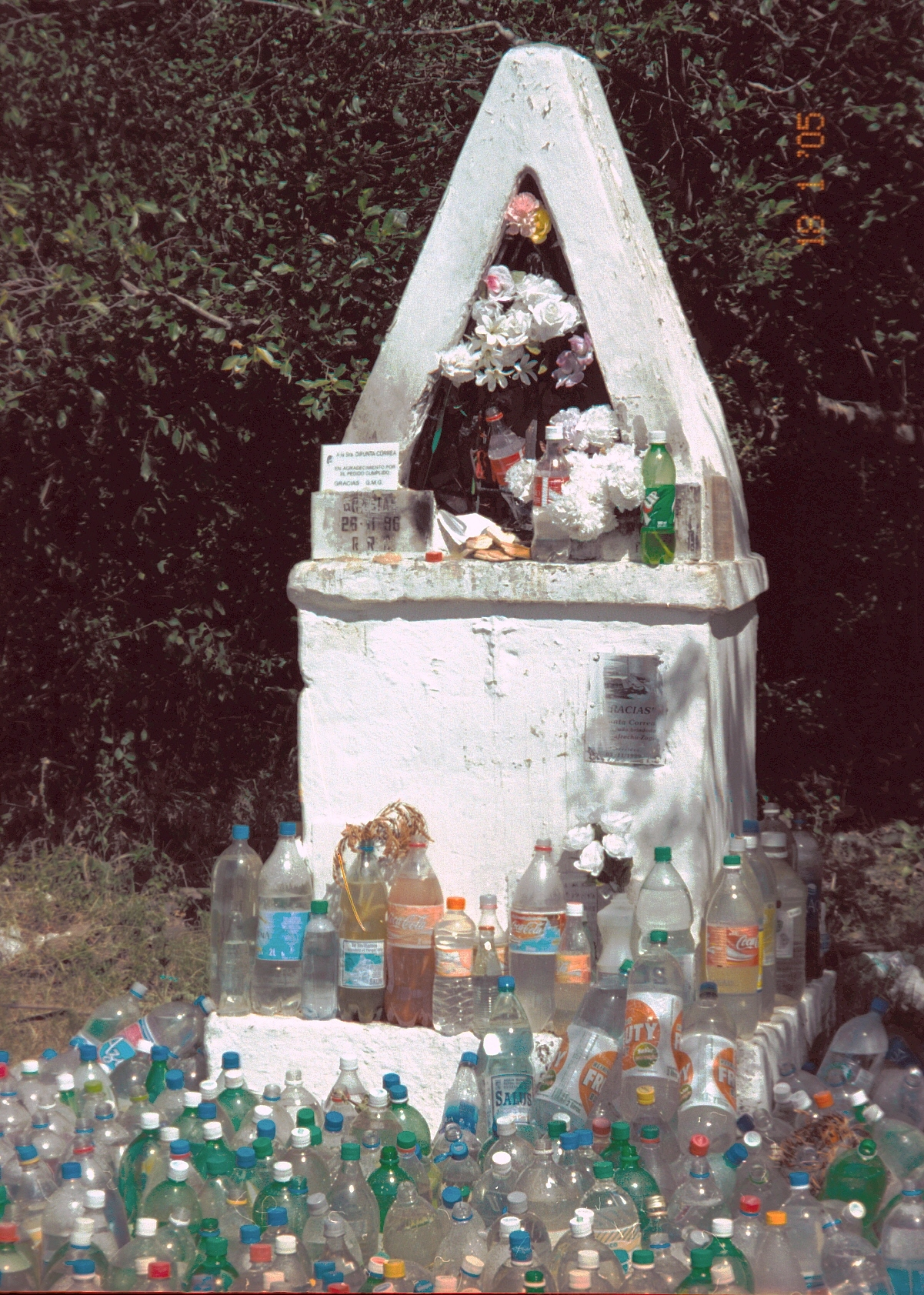
Santuario animita dedicado a la Difunta Correa, ubicado entre las ciudades de Tacuarembó y Paso de los Toros, Uruguay.

La Difunta Correa es la forma en que se conoce a Deolinda Correa de Bustos, una joven mujer argentina semilegendaria, de la que se cuenta que durante las prolongadas y sangrientas guerras civiles de ese país, murió deshidratada en los desiertos sanjuaninos logrando que su bebé de meses sobreviviera prendido de su pecho. Su historia se ha extendido, de manera limitada, a países vecinos como Uruguay, Chile y se ha convertido en un culto en todo el territorio argentino, fundamentalmente en el centro y norte del país, donde se le atribuyen milagros. Los creyentes llevan botellas con agua a sus santuarios ubicados en zonas rurales de una gran cantidad de poblaciones de San Juan y el resto de Argentina.
El santuario principal está ubicado en el pequeño pueblo de Vallecito, en la provincia de San Juan, a 63 km de la ciudad de San Juan. Sólo se sabe que nació durante las Guerras de Independencia y murió en algún momento de la década de 1840.

## Historia
Se conservan diversas versiones de la leyenda, conforme a la cual Deolinda Correa o Dalinda Antonia Correa, según el nombre con el cual aparece mencionada en el relato más antiguo (Chertudi y Newbery, 1978), fue una mujer cuyo marido, Clemente Bustos, fue reclutado forzosamente hacia 1840, durante las guerras civiles. Vivían en el departamento de Angaco (provincia de San Juan) junto a la familia. La soldadesca montonera que viajaba a La Rioja obligó al marido de Deolinda, contra su voluntad, a unirse a las montoneras. Esto hizo que Deolinda, angustiada por su marido y a la vez huyendo de los acosos del comisario del pueblo, decidiera ir tras él.
Deseosa de reunirse con su marido en La Rioja tomó a su hijo lactante y siguió las huellas de la tropa por los desiertos de la provincia de San Juan, llevando consigo sólo algunas provisiones de pan, charqui y dos chifles de agua. Cuando se le terminó el agua de los chifles Deolinda estrechó a su pequeño hijo junto a su pecho, y se cobijó debajo de la sombra de un algarrobo. Allí murió a causa de la sed, el hambre y el agotamiento.    
Cuando unos arrieros  pasaron por el lugar al día siguiente y encontraron el cadáver de Deolinda, su hijito seguía vivo amamantándose de sus pechos, de los cuales aún fluía leche. Los arrieros la enterraron en el paraje conocido hoy como Vallecito y se llevaron consigo al niño.   
Al conocerse la historia, muchos paisanos de la zona comenzaron a peregrinar a su tumba, construyéndose con el tiempo un oratorio que paulatinamente se convirtió en un santuario. La primera capilla de adobe en el lugar fue construida por un tal Zeballos, arriero que en viaje a Chile sufrió la dispersión de su ganado. Tras encomendarse a Correa, pudo reunir de nuevo a todos los animales.
Hoy en día mucha gente deja en el santuario de la difunta botellas con agua, para que "nunca le falte agua a la Difunta".

## Devoción
La Difunta Correa es considerada una santa popular, debido a que la gran mayoría de sus devotos se identifican como católicos. Es por esto, que en enero de 2020, durante las Jornadas Mundiales de la Juventud en Panamá, miembros de la Fundación Vallecito encargada en promover el culto a la Difunta Correa, entregó en manos del Papa argentino Francisco, una carta solicitando la apertura de un proceso de beatificación que estudie los milagros obrados a través de la devoción a la Difunta y su humilde vida como cristiana. No obstante, en práctica, la devoción hacia la Difunta Correa es más similar a la de una deidad que a la de una santa.
Los devotos consideran que hace milagros e intercede por los vivos. La supervivencia de su hijo, afirman sus devotos, sería el primer milagro de los que a partir de entonces se le atribuirían. A partir de la década de 1940, su santuario en Vallecito (provincia de San Juan), al principio apenas una cruz situada en lo alto de un cerro, se convirtió en un pequeño pueblo en el que existen varias capillas (17 en 2005), repletas de ofrendas. 
Las capillas han sido donadas por diversos devotos, cuyos nombres figuran en placas sobre las puertas de entrada. Una de ellas contendría los restos de Deolinda Correa. En esta capilla existe una gran escultura de la muerta con su hijo, recostada, de cara al cielo y con el niño en uno de sus pechos.
Los arrieros primero, y posteriormente los camioneros, son considerados los máximos difusores de la devoción hacia la Difunta Correa. Serían los responsables de haber levantado pequeños altares en diversas rutas del país. Los altares presentan imágenes de la escultura de la muerta, en los cuales se dejan botellas de agua, con la creencia de que podrán calmar la sed de la muerta. La devoción por Deolinda Correa se extendió al sur de Argentina (Provincias de Chubut y Santa Cruz) producto de la oleada de familias del norte atraídas por el auge de la industria petrolera.
Las visitas al Oratorio de la Difunta Correa se producen durante todo el año, pero son más frecuentes en Semana Santa, el día de las Ánimas (2 de noviembre), la Fiesta Nacional del Camionero, durante las vacaciones de invierno y para la Cabalgata de la Fe que se realiza todos los años entre abril y mayo. En las épocas de mayor afluencia pueden llegarse a reunir hasta a trescientas mil personas; el promedio (año 2005) de los que peregrinan al santuario de la "Difunta Correa" en Vallecito es de 1.000.000 de personas por año.

### Cómo llegar
Al pueblo de Vallecito se accede por la Ruta Nacional 141. Varias líneas de autobuses llegan al santuario. Desde San Juan, la Empresa Vallecito va de lunes a sábado, saliendo de la terminal a las 7:30 y 16:30 y los domingos a las 8:00, 10:00 y 15:00 horas. Desde Mendoza, la empresa El Triunfo sale los jueves, sábados y domingos a las 7:00 de la mañana.

## Otros datos
- El folklorista José Larralde le dedicó la canción "Pobrecita La Deolinda" en su disco "Permiso", de 1968.
- La banda argentina de heavy metal Werken le dedicó un tema llamado "Deolinda Correa" en su primer disco, "Plegaria del sur".
- Hay una película argentina que trata sobre la mítica historia de Deolinda Correa, Difunta Correa, dirigida por Hugo Reynaldo Mattar y estrenada en 1975.
- El grupo chileno Difuntos Correa inspiró su nombre en honor a Deolinda Correa, además de dedicar uno de sus temas a contar su mítica historia, llamado "Mujer Azul". Este tema es uno de los más icónicos de la banda hasta el día de hoy.
- La banda de hard rock chilena Devil Presley dio título a su séptimo disco en estudio con el nombre "Difunta Correa".
- Luego de que la Selección Argentina de fútbol ganara la Copa America en el año 2021, el presidente de la Asociación del Futbol Argentino Claudio Tapia acudió hacia el santuario para llevarle el trofeo a la Difunta Correa y subió las escaleras de rodillas. Lo mismo hizo luego de que Argentina venciera a Italia por la Finalissima y prometió que, en caso de ganar la Copa del Mundo, también le llevaría el trofeo. En 2022, Tapia fue al santuario junto a las autoridades provinciales de San Juan para cumplir su promesa.
- En el libro "Las Malas" de la escritora Camila Sosa Villada, se hace una comparativa de la vida de Deolinda Correa y su hijo con protagonistas de la novela.